# Marché de Louhans
Pour les articles homonymes, voir Marché.
Le marché de Louhans est un marché de plein vent qui a lieu tous les lundis à Louhans dans la Bresse bourguignonne. Ce marché est ouvert à l'activité commerciale des marchands, artisans et agriculteurs.
Il est connu comme l'un des plus importants marchés de volailles au détail de France ; la volaille de Bresse y étant notamment commercialisée directement auprès du public par les agriculteurs locaux qui la produisent mais aussi revendue par des commerçants revendeurs.
Il est labellisé Site remarquable du goût par le Conseil national des arts culinaires.

## Historique

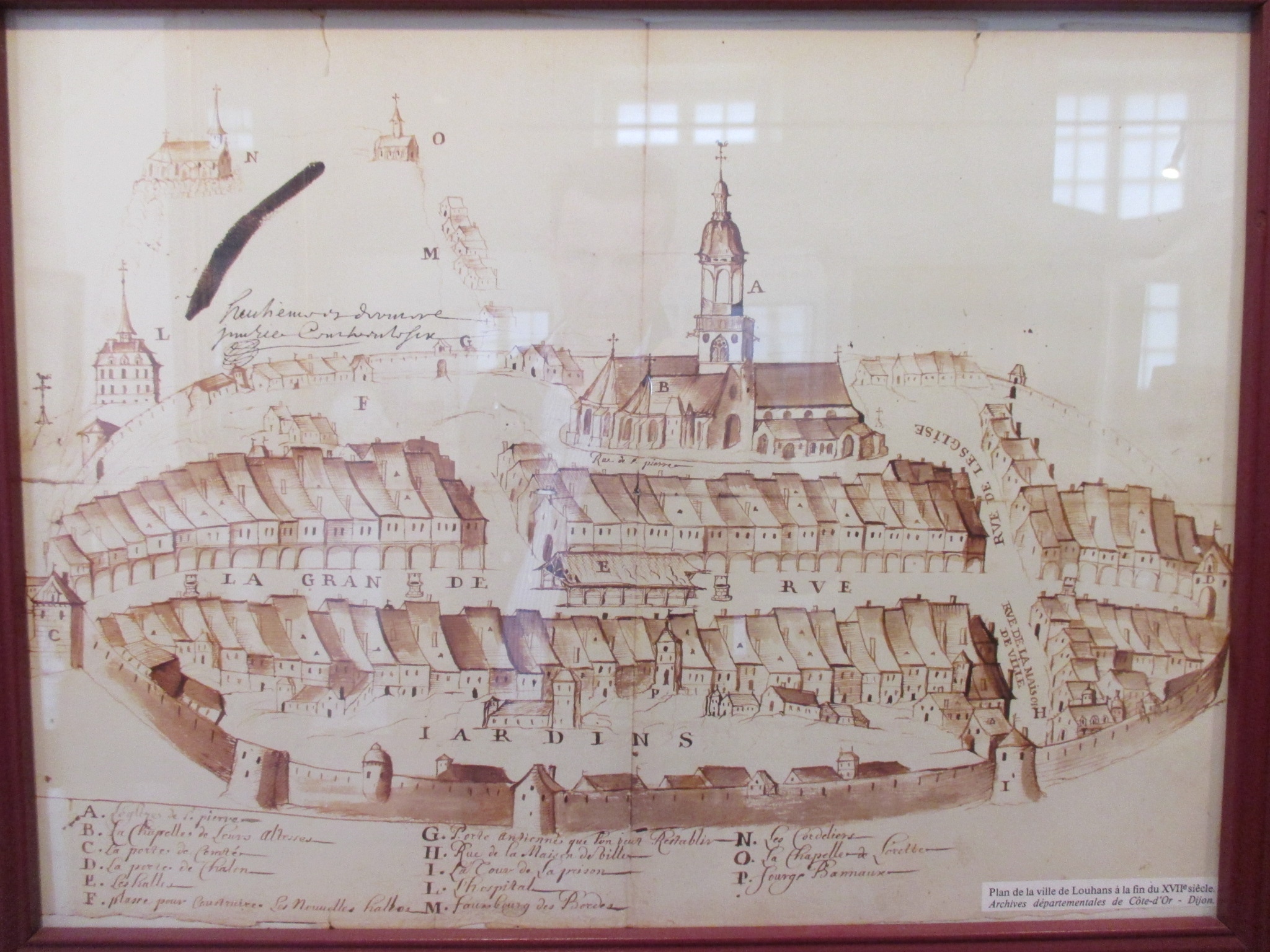
Louhans et ses arcades de Louhans au XVIIe siècle.

En 1269, le seigneur de Sainte-Croix et de Louhans (château de Sainte-Croix) octroie une charte de franchise à la cité de Louhans (ce document évoque une halle, sans plus d'indication, dont une des plus anciennes représentations connues figure sur un plan de la ville de la seconde moitié du XVIIe siècle, sur lequel une halle apparaît au centre de la rue principale des arcades de Louhans, dans la partie la plus large de la voie). 
La cité se développe et devient avec ses marchés et ses foires, un important lieu de négoce agricole pour toute la Bresse et régions voisines, avec une activité commerciale croissante ou se vendent les produits des fermes locales : 
- céréales : maïs, blé ;
- œufs, beurre ;
- bétail : bœufs, vaches, chevaux, moutons, porcs, veaux ;
- volailles de Bresse (qui font la renommée de la région).

## Marché de Louhans à ce jour

### Les forains

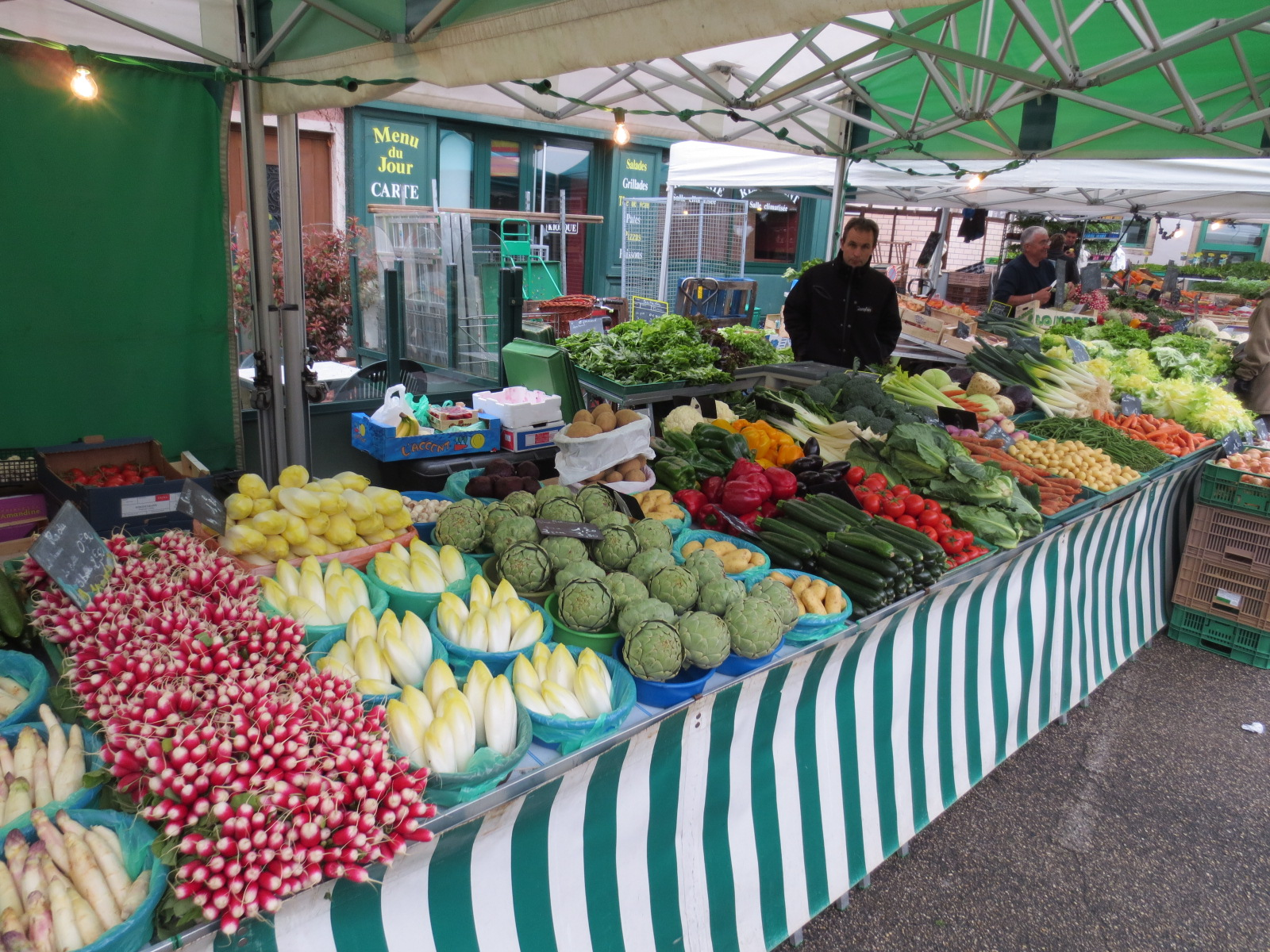
Étal d'un commerçant revendeur de légumes.
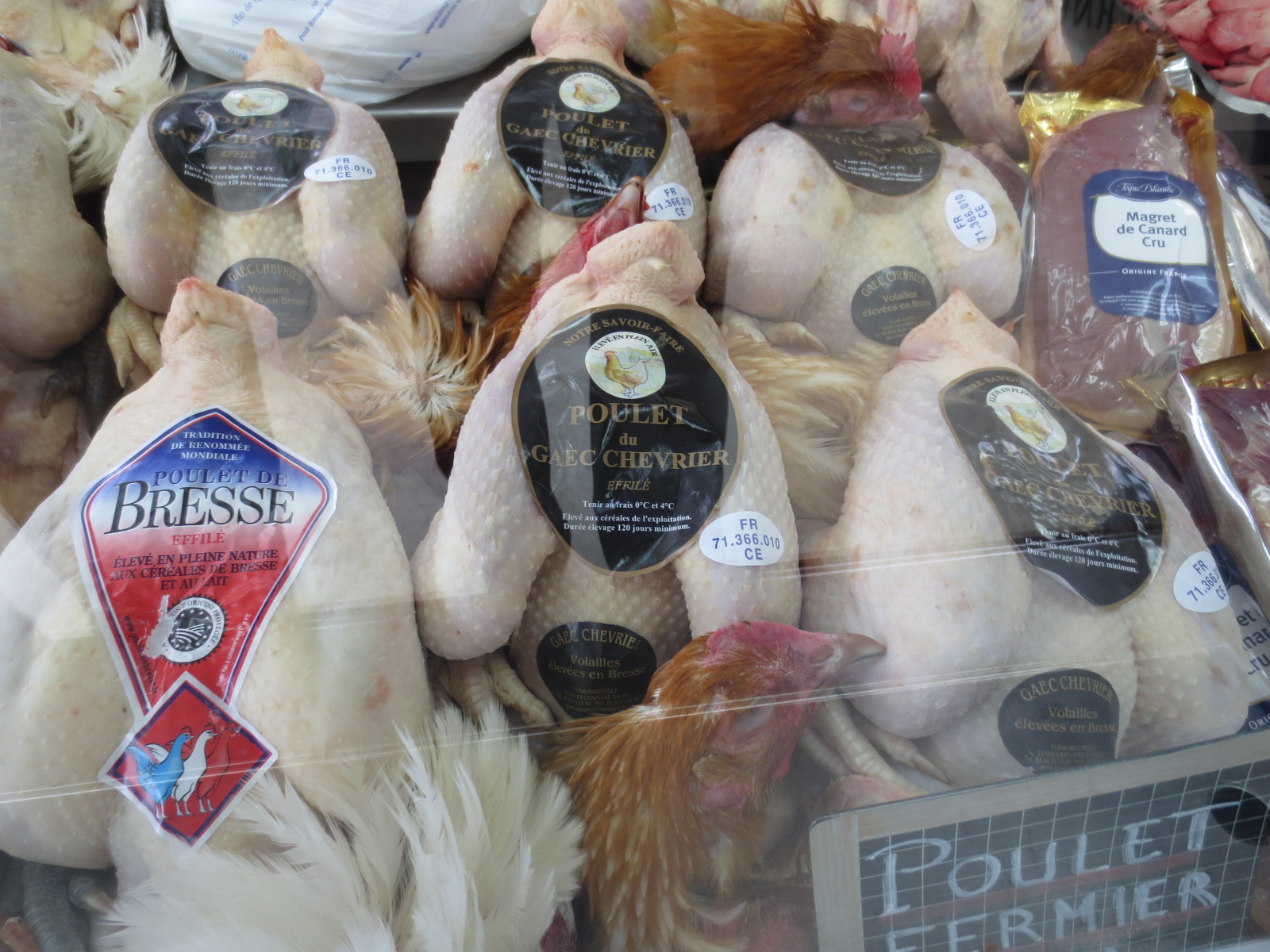
Magret industriel de marque Toque blanche, poulets fermiers du GAEC Chevrier et poulet de Bresse anonyme.

À ce jour, le marché de Louhans se compose d'environ 150 commerçants revendeurs de produits alimentaires de toutes sortes, de  plants, vêtements, objets et biens divers. Ils sont cantonnés au centre-ville dans la grande rue (rue principale avec ses 157 arcades de Louhans du XVe siècle), la place de l'église Saint-Pierre de Louhans et la place du Champ-de-Foire où ils cohabitent avec les agriculteurs du coin.

### Les agriculteurs
Dans la partie agricole du marché, place du Champ-de-Foire, une centaine d'agriculteurs commercialisent leurs productions (produits maraîchers, laitiers, etc.) et notamment la volaille et le bétail en vif : chèvres (en fonction des saisons), poules, poulardes, coqs, poulets, poussins, oies, cailles, pigeons, faisans, lapins, canards, quelques animaux de compagnie…

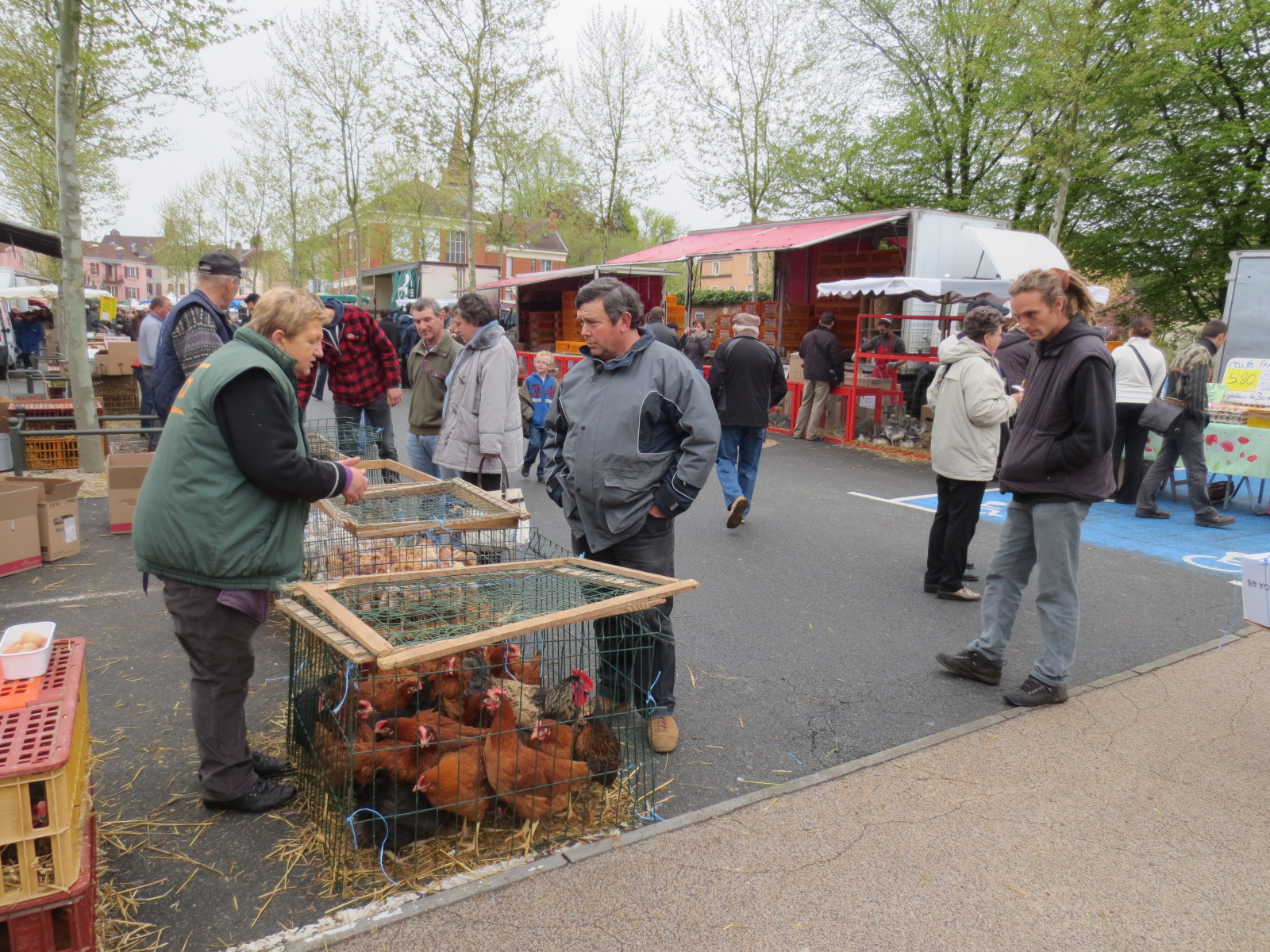
Champ de foire.
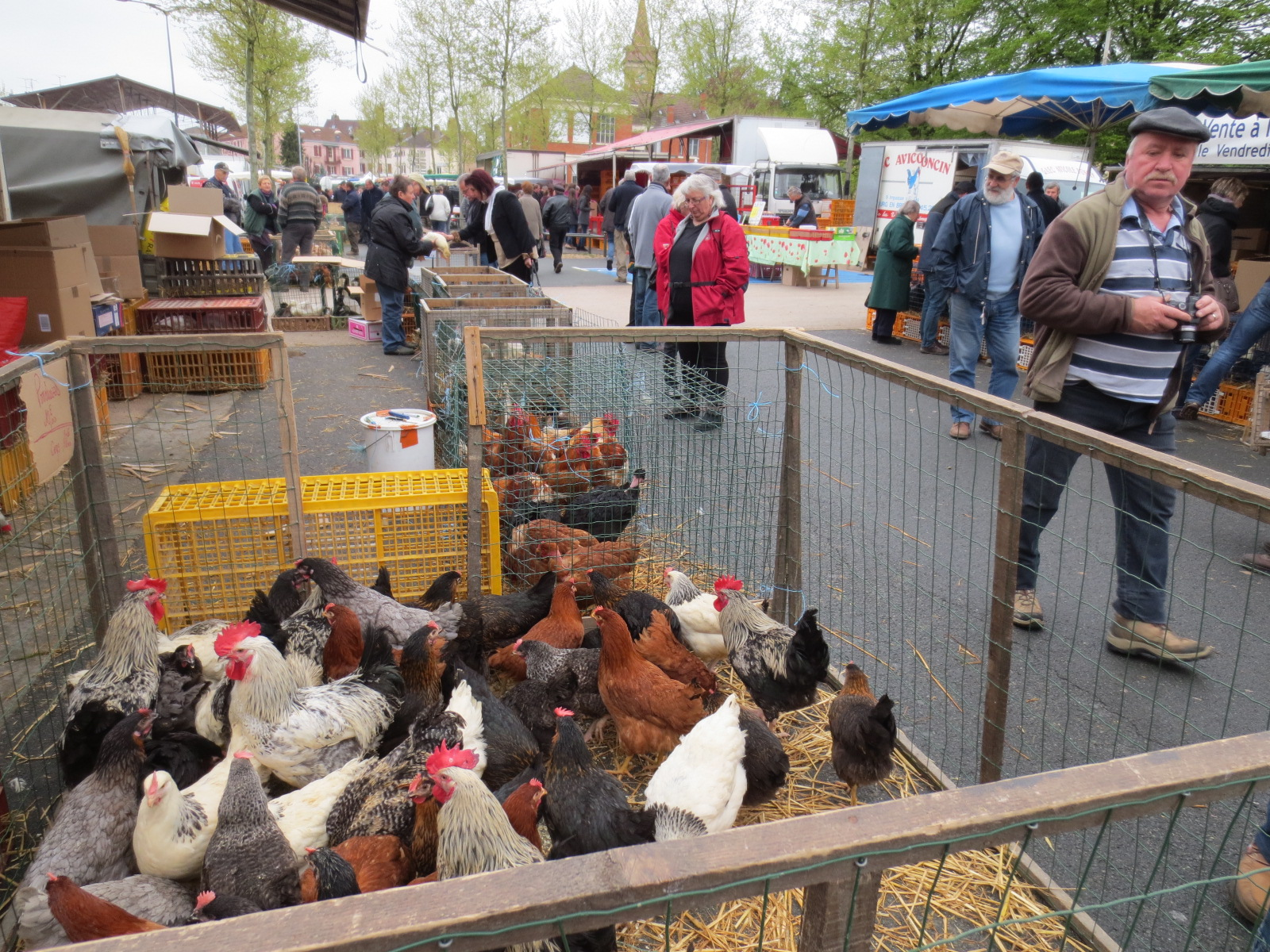
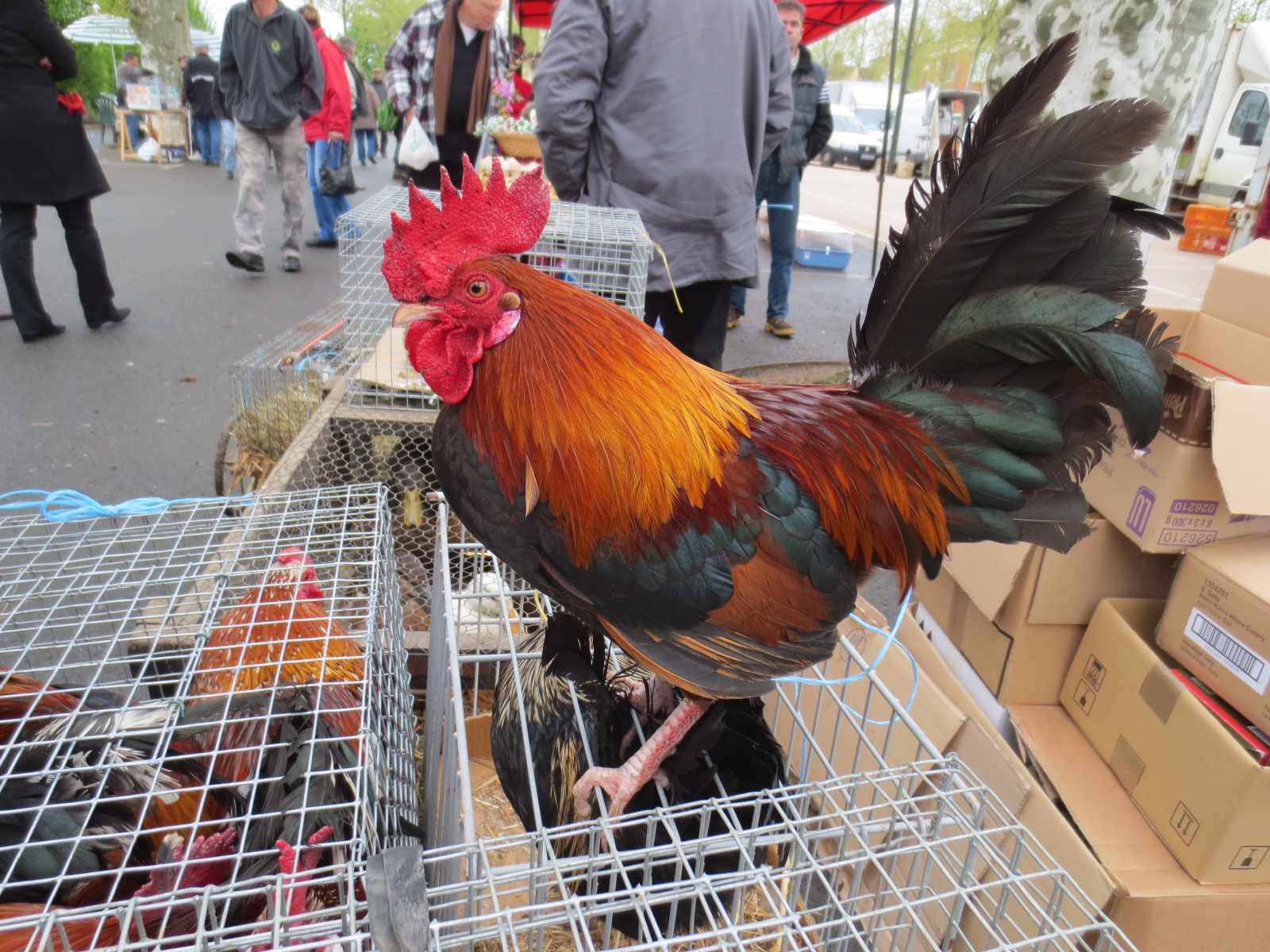
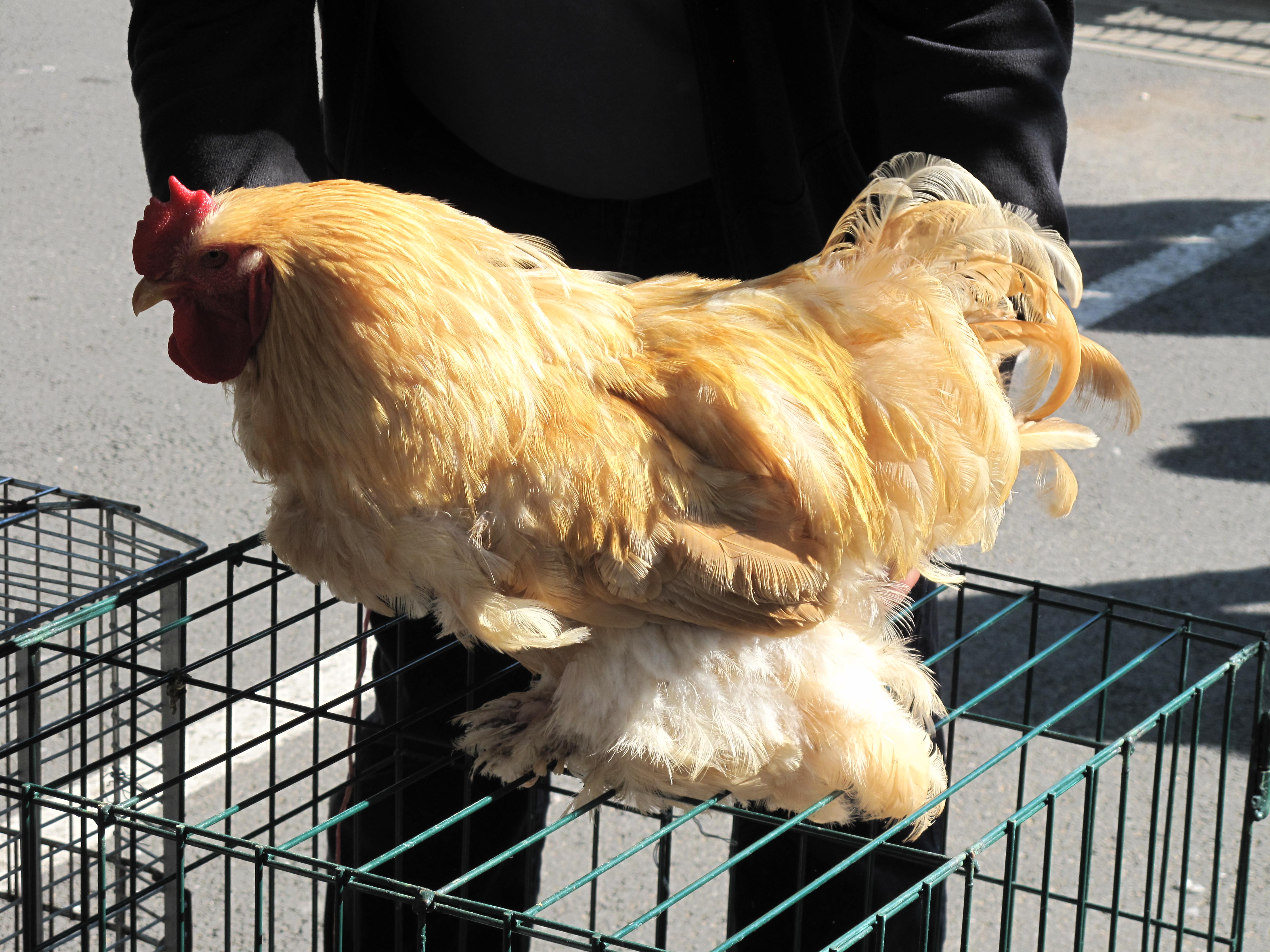
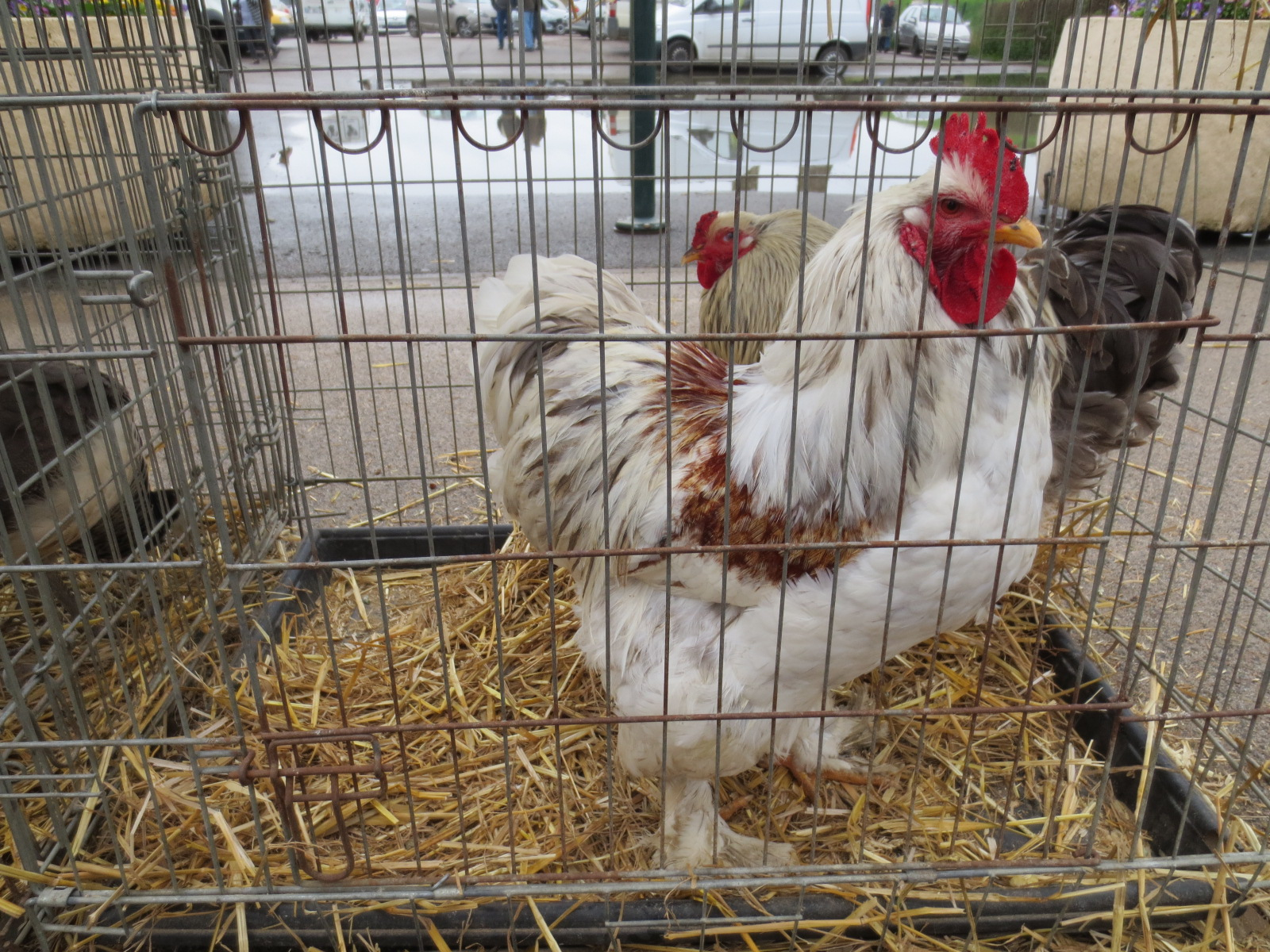
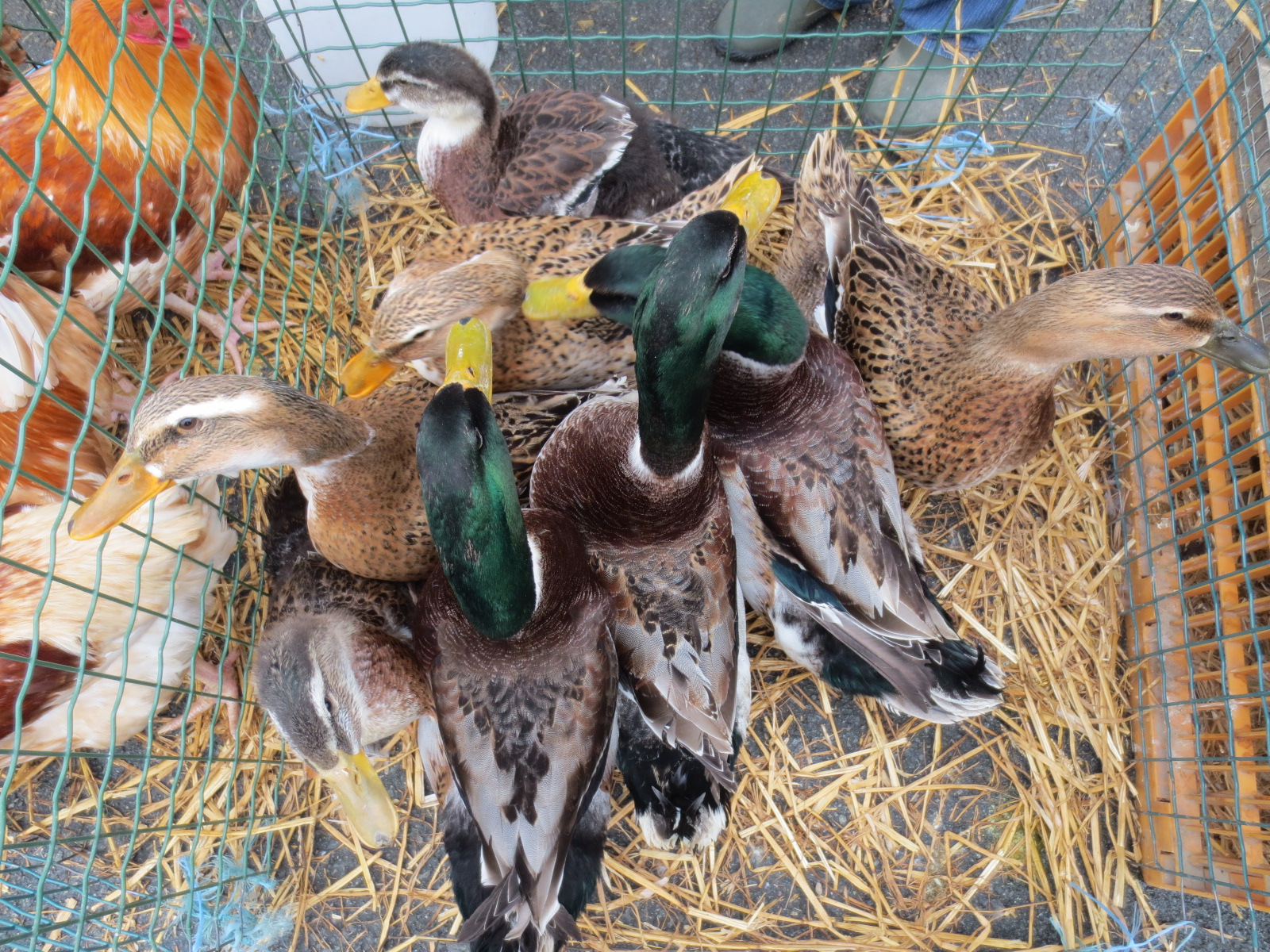
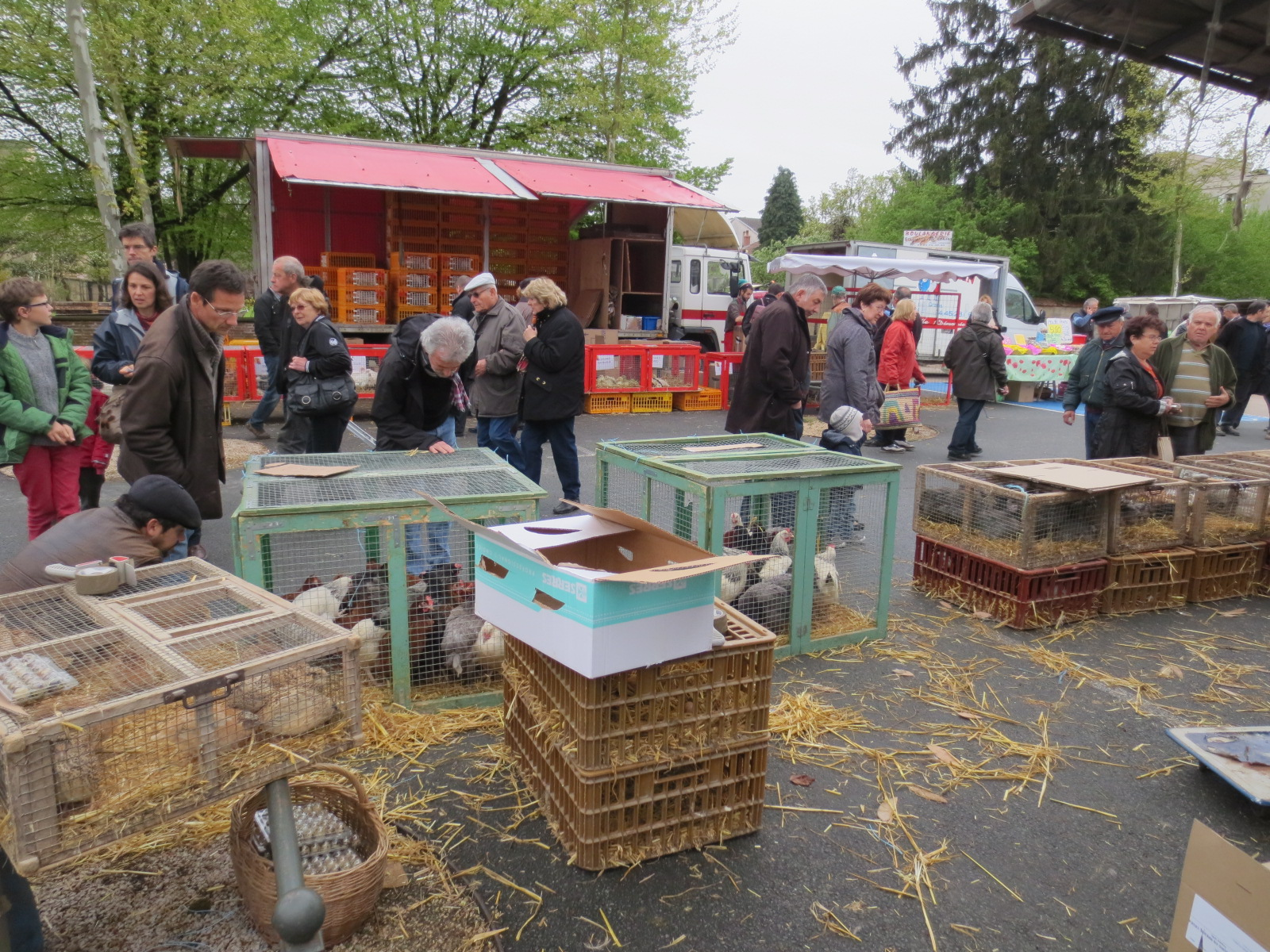
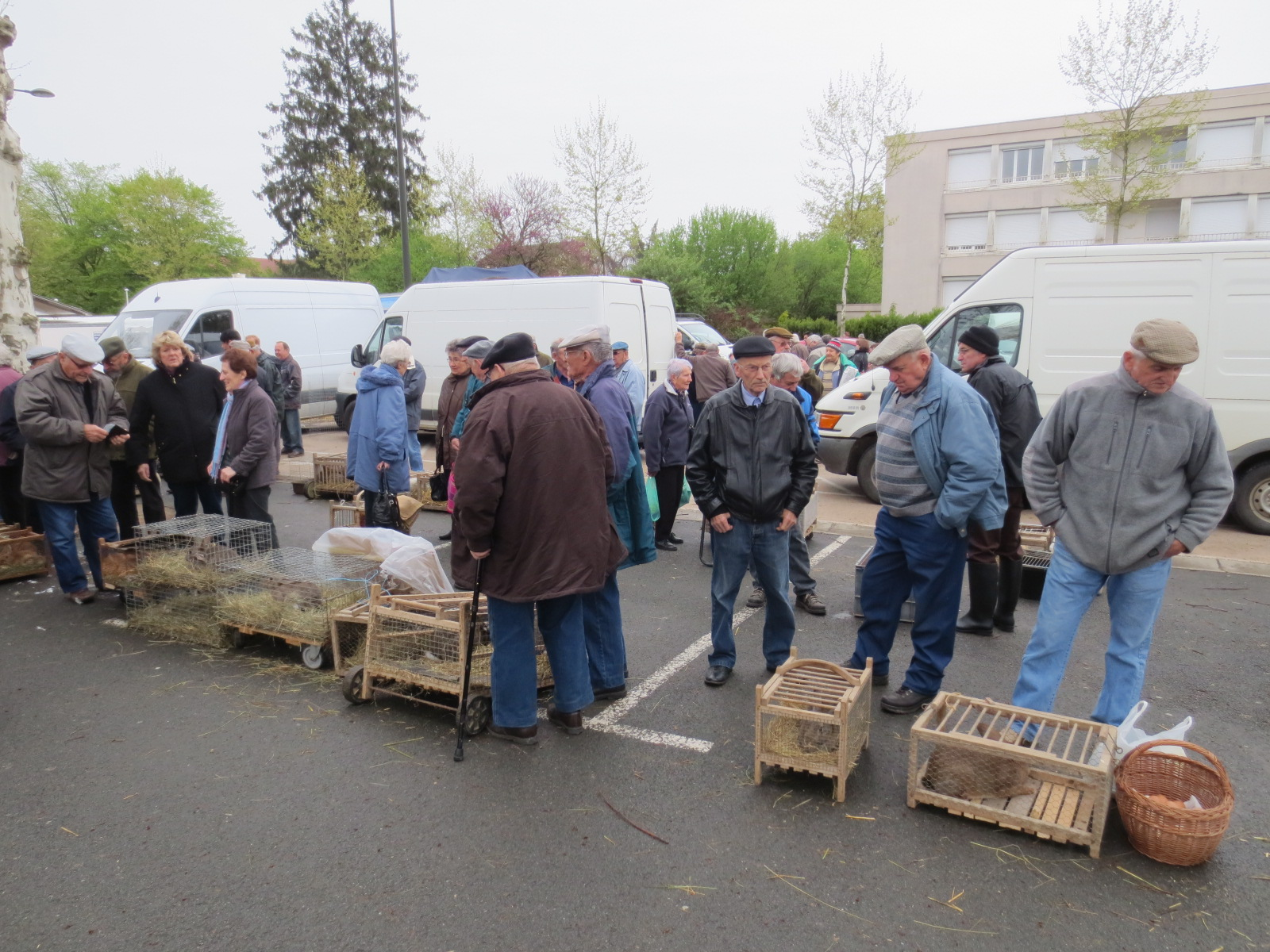
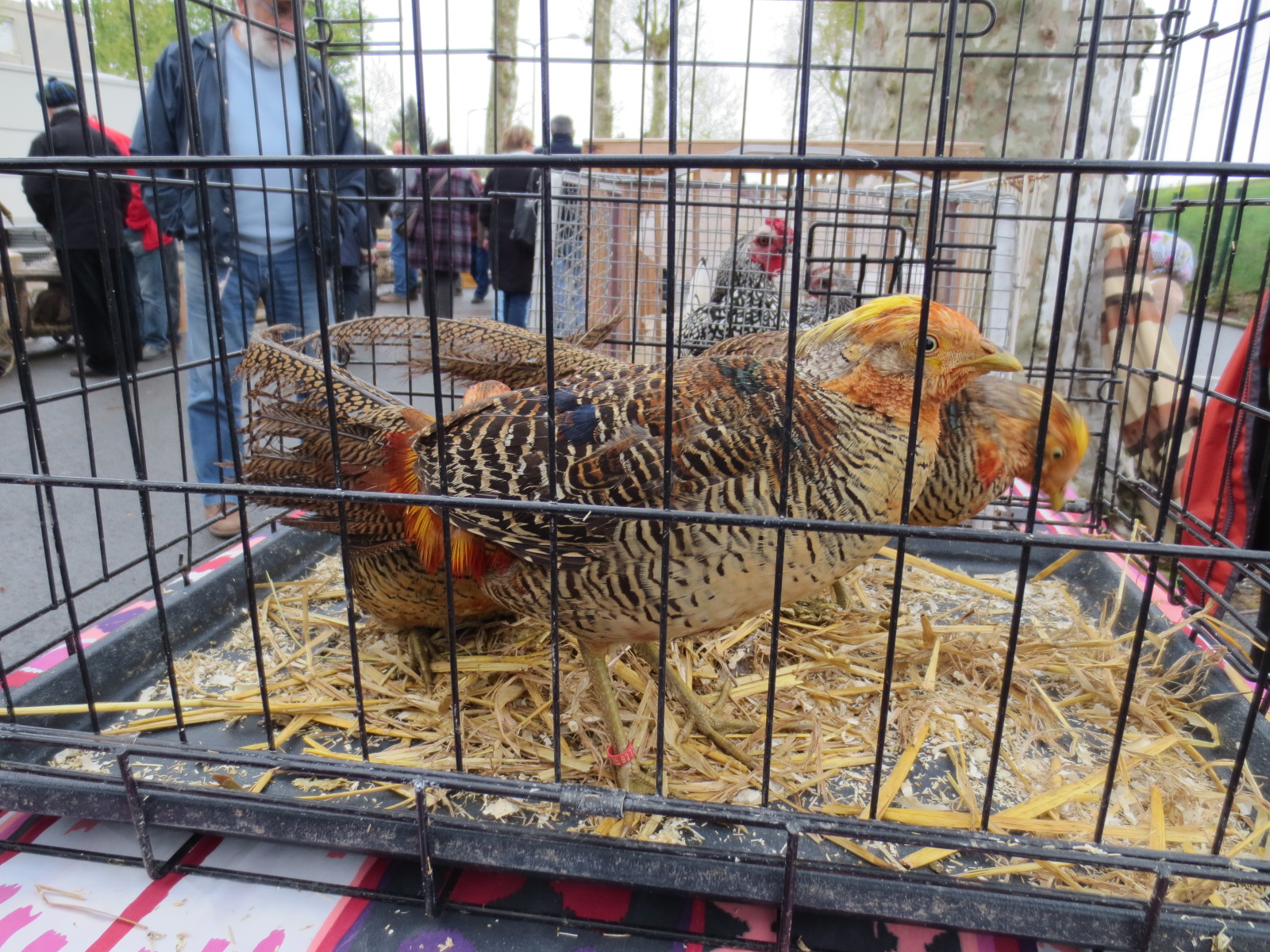
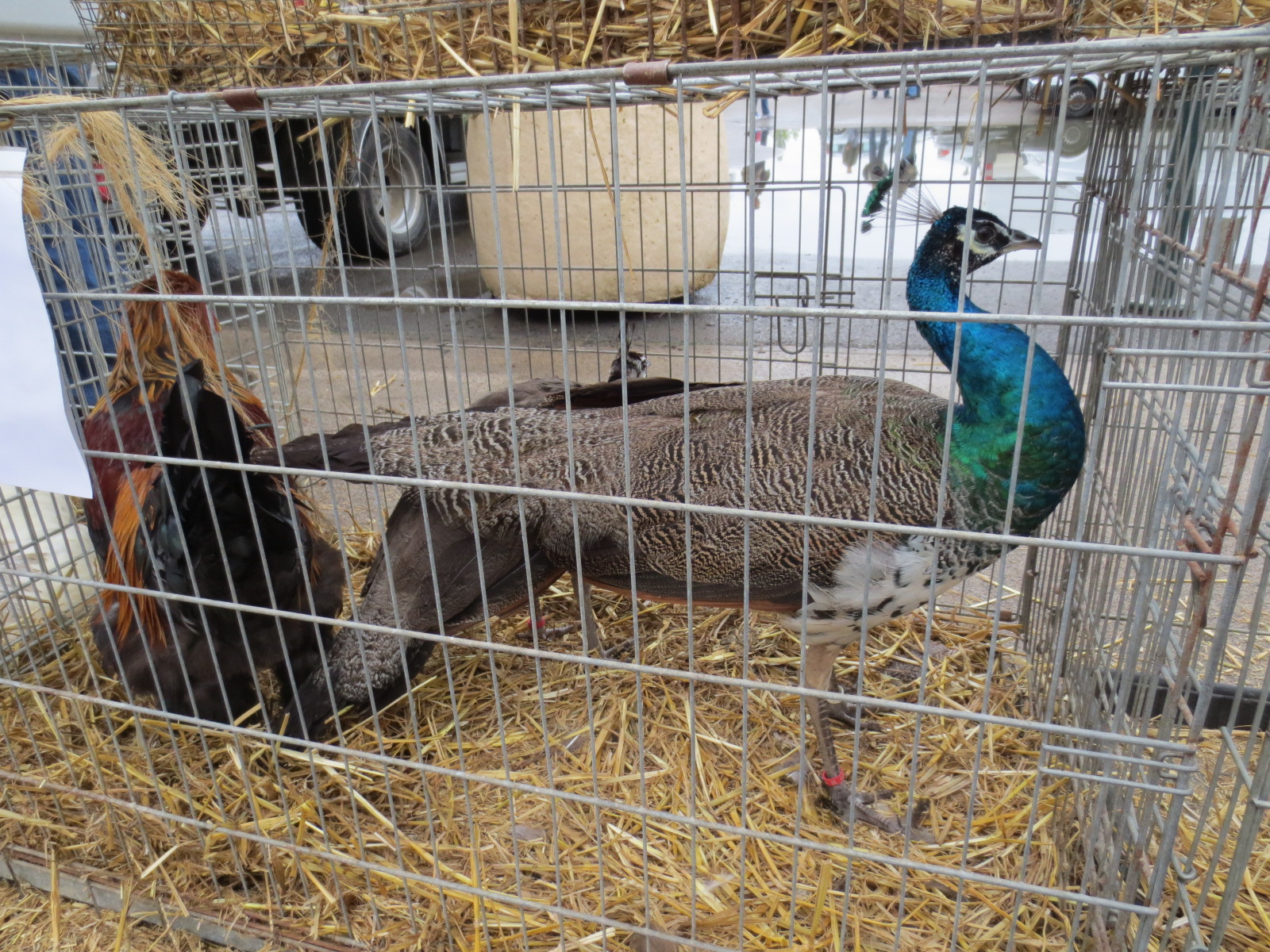
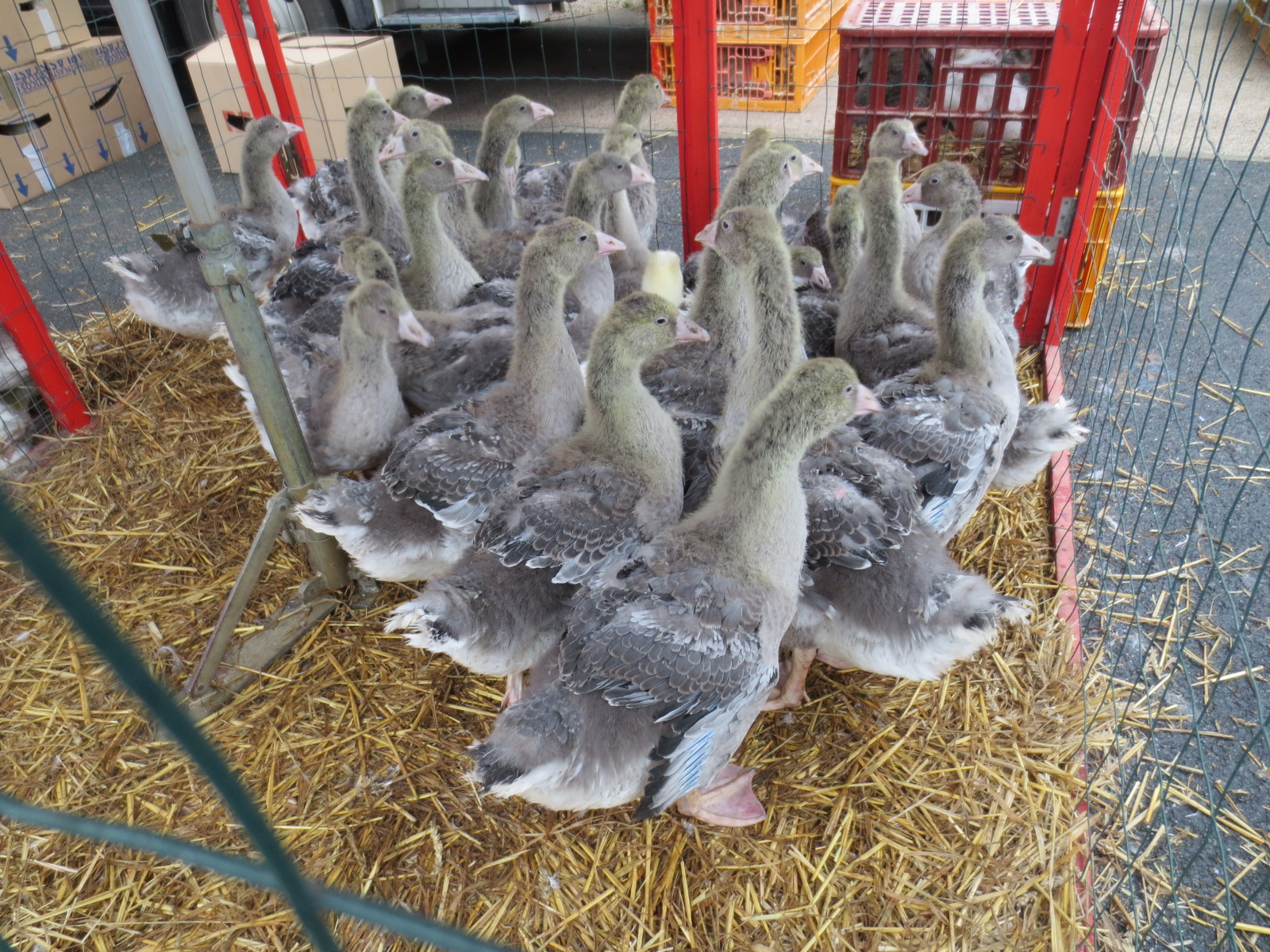
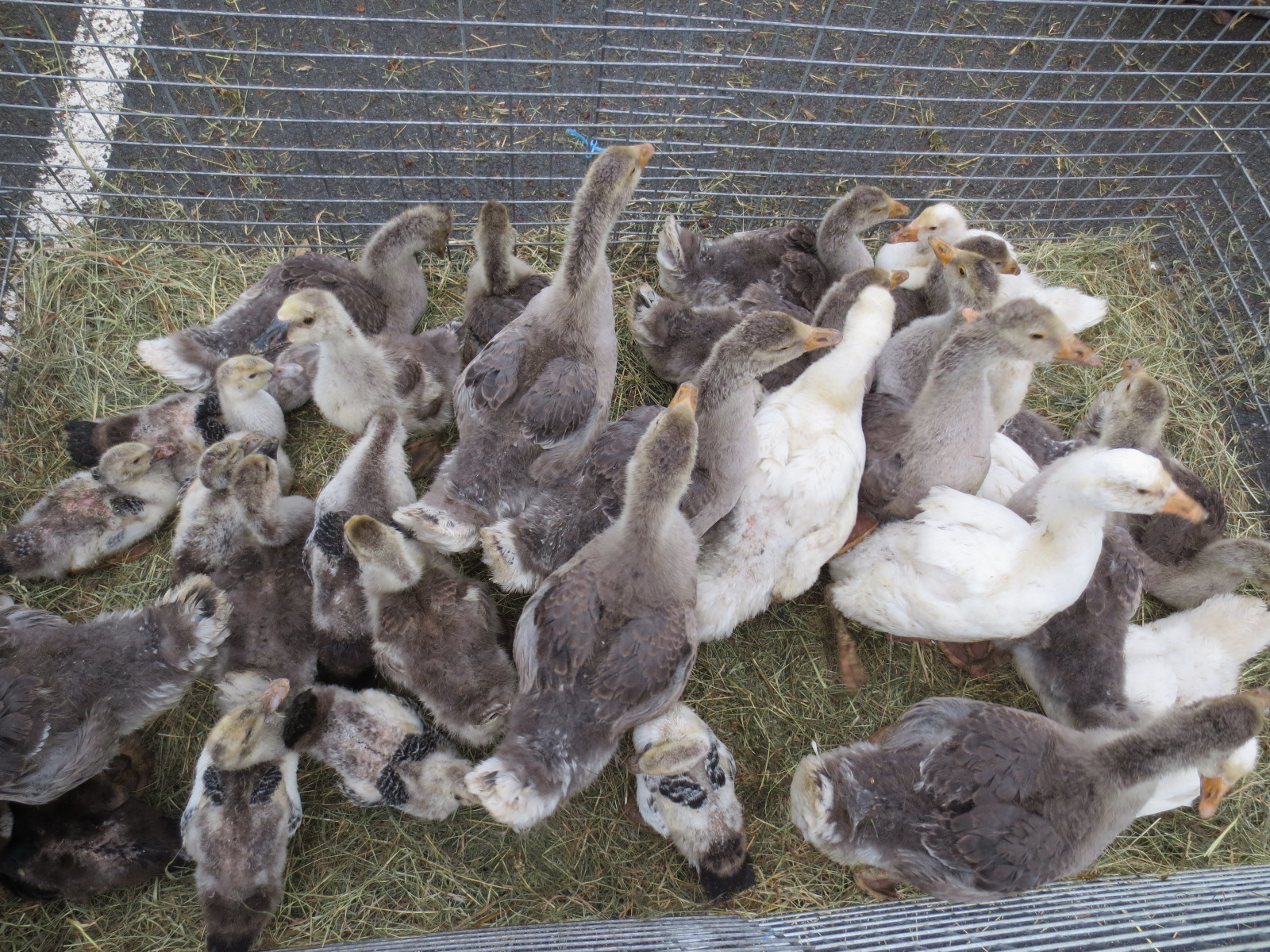
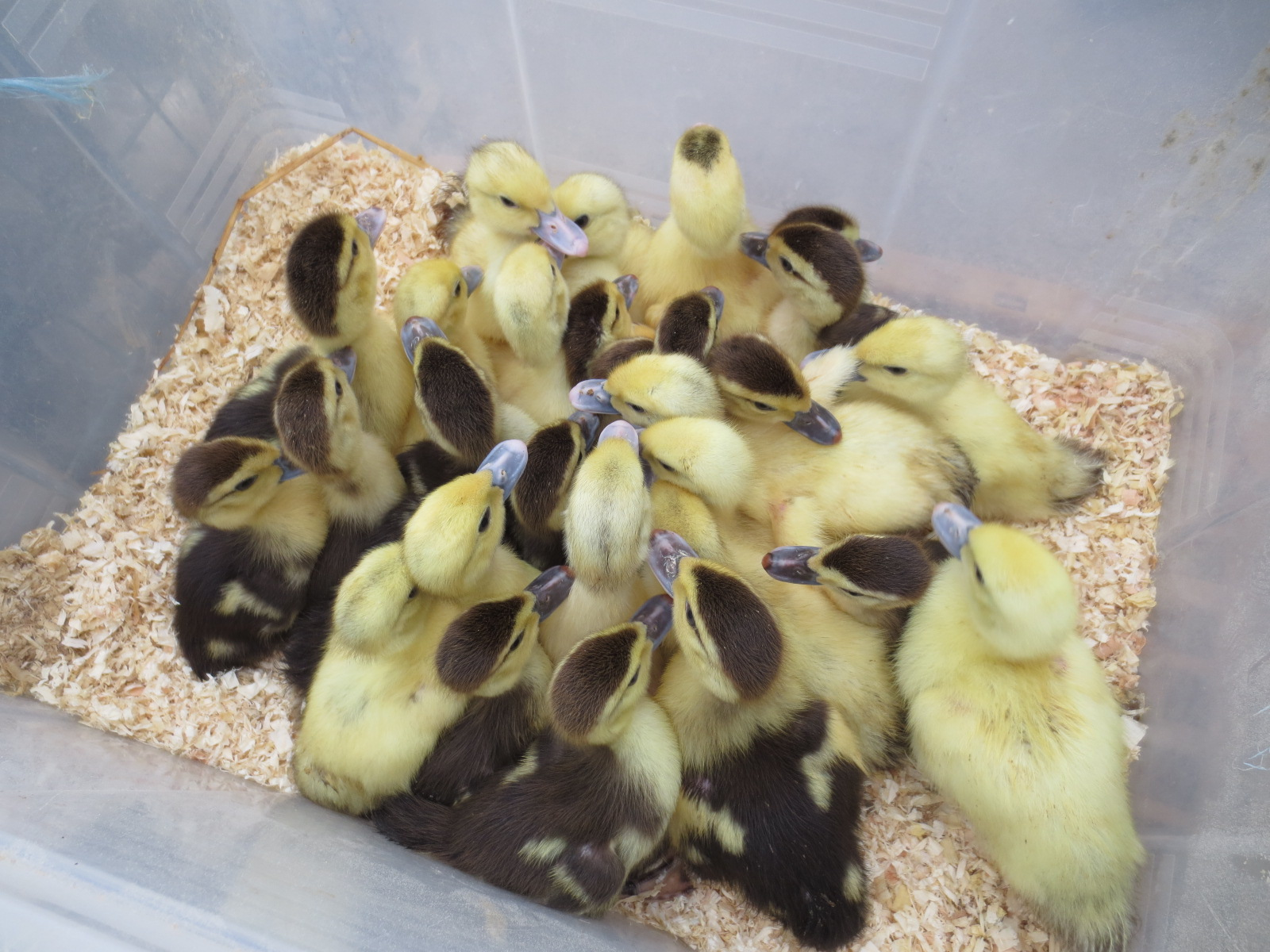
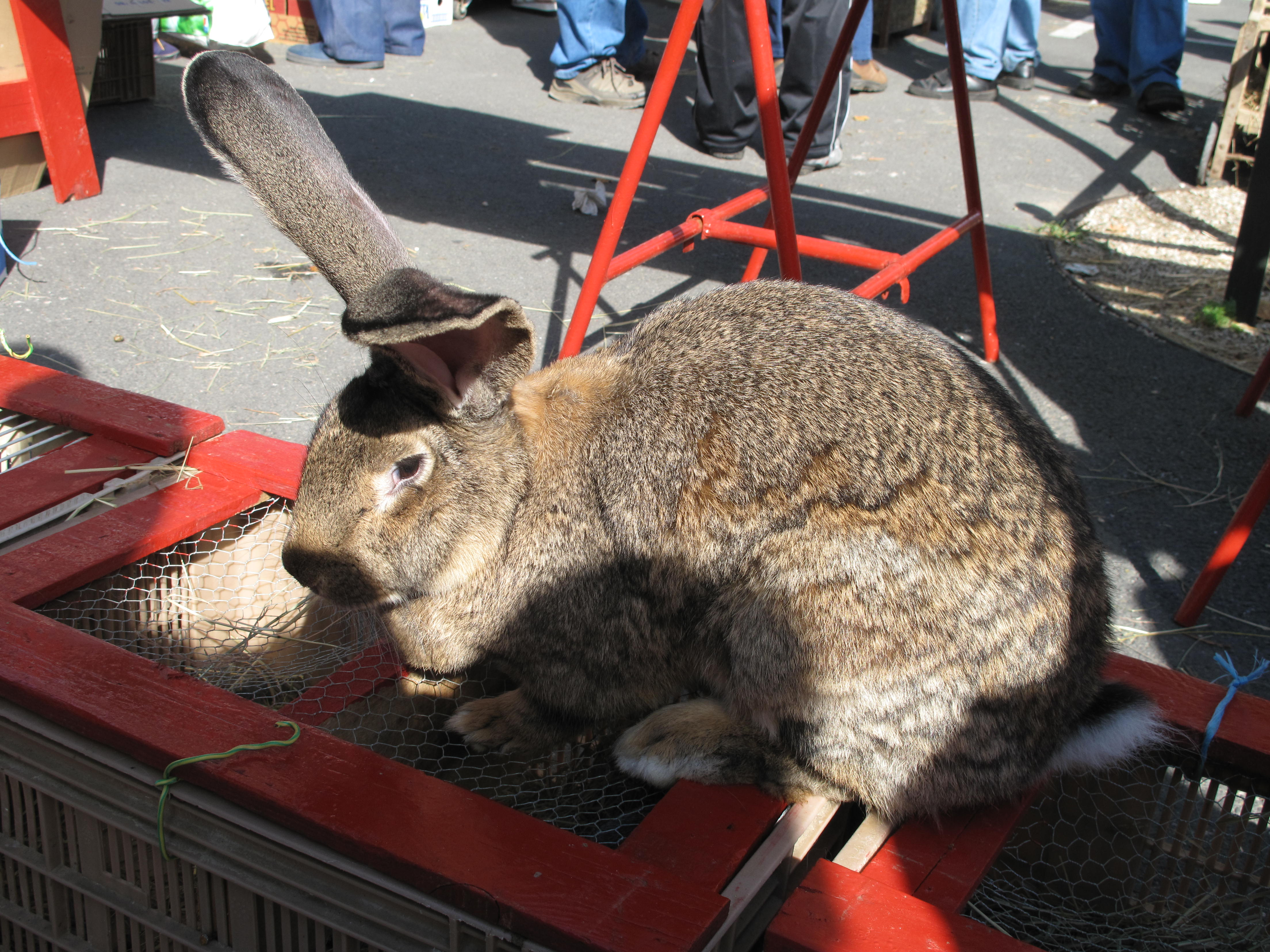
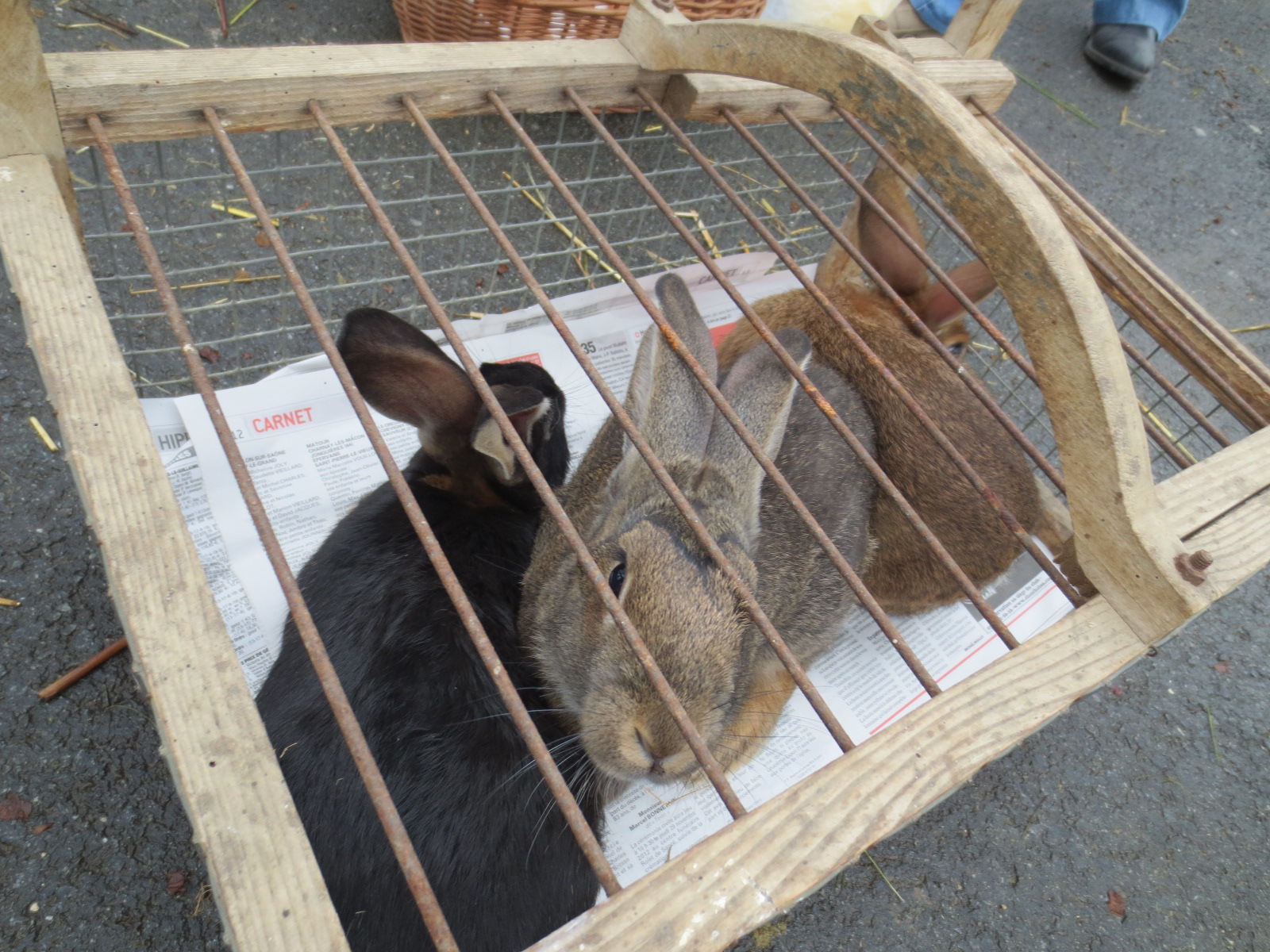

## Activité des commerces du bourg le jour du marché
Les bistrots et restaurants alentour proposent des spécialités louhannaises de la cuisine bressane dès les premières heures de la matinée : volailles de Bresse rôties, tête de veau (rapport à l'ancienne partie de marché au bétail passée de la cité)…